# Jinja (Uganda)
 Jinja és una ciutat d'Uganda capital del districte del mateix nom.
La ciutat té 93.060 habitants (2005), està situada a la regió sud-est del país a la vora del Llac Victòria, i que ha crescut com un centre esportiu i pesquer. També s'hi han desenvolupat algunes indústries que operen dins dels entorns de l'alimentació i el tèxtil.
L'any 1954 es va inaugurar la Central hidroelèctrica de Nalubaale que s'alimenta de la presa de les cascades Owen que va ampliar d'una forma artificial el Llac Victòria. Això va submergir les cascades Ripon que des del seu descobriment per John Hanning Speke el 1862 van ser considerades les fonts del riu Nil.

## Actuacions d'èxit
A través de WIEGO, i en col·laboració amb Nurturing Uganda, s'ha desenvolupat un projecte que fa possible que les dones de Jinja puguin auto-sostenir-se i d'aquesta manera pagar l'educació dels seus fills i filles.